# Le Teilleul
Le Teilleul es una comuna francesa situada en el departamento de Mancha, en la región de Normandía.

## Historia
Fue creada el 1 de enero de 2016, en aplicación de una resolución del prefecto de Mancha de 9 de diciembre de 2015 con la unión de las comunas de Ferrières, Heussé, Husson, Le Teilleul y Sainte-Marie-du-Bois, pasando a estar el ayuntamiento en la antigua comuna de Le Teilleul.

## Demografía
| Gráfica de evolución demográfica de Le Teilleul entre 1800 y 2019 |
|                                                                   |

Los datos entre 1800 y 2014 son el resultado de sumar los parciales de las comunas que forman la comuna nueva de Le Teilleul, cuyos datos se han cogido de 1800 a 1999, para las comunas de Ferrières, Heussé, Husson, Le Teilleul y Sainte-Marie-du-Bois de la página francesa EHESS/Cassini. Los demás datos se han cogido de la página del INSEE.

## Composición
| Comuna delegada      | Código INSEE | Población (2013) | Superficie (km²) | Densidad (hab./km²) |
| -------------------- | ------------ | ---------------- | ---------------- | ------------------- |
| Ferrières            | 50179        | 51               | 3.51             | 15                  |
| Heussé               | 50245        | 225              | 14.57            | 15                  |
| Husson               | 50254        | 205              | 13.51            | 15                  |
| Le Teilleul          | 50591        | 1246             | 66.89            | 19                  |
| Sainte-Marie-du-Bois | 50508        | 52               | 4.77             | 11                  |